# Braunweiler
Braunweiler es una Ortsgemeinde - un municipio perteneciente a una Verbandsgemeinde, una especie de municipio colectivo - en el distrito de Bad Kreuznach en Renania-Palatinado, Alemania. Pertenece a la Verbandsgemeinde de Rüdesheim, cuya sede está en el municipio de Rüdesheim an der Nahe. Braunweiler es un pueblo vinícola. 

## Geografía

### Ubicación
Braunweiler se encuentra en el Naheland - la tierra que bordea ambos lados del Nahe - justo en el borde del Gauchswald (bosque) y por lo tanto también de Hunsrück. Está situado en un espolón con vistas a sus viñedos. La altura de Braunweiler es de 275 m sobre el nivel del mar y el área municipal mide 4,68 km².[2]

### Los municipios vecinos
En el sentido de las agujas del reloj desde el norte, los vecinos de Braunweiler son el municipio de Wallhausen, el municipio de Sommerloch, el municipio de Sankt Katharinen, el municipio de Mandel, el municipio de Sponheim y el municipio de Argenschwang. Sin embargo, de estos lugares, solamente Sommerloch y Sankt Katharinen están unidos a Braunweiler por carretera (Kreisstraße 51 en ambos casos).

### Comunidades constituyentes
También pertenece a Braunweiler la granja periférica de Haus Bock.[3] 

## Transporte
Viajando hacia el sur de Braunweiler está la Bundesstraße 41. Las autopistas más cercanas son la A 61 al noreste y la A 60 al este. Las conexiones por carretera con los pueblos vecinos de Sankt Katharinen y Sommerloch son por la Kreisstraßen (K 51 en ambos casos).